# Kulhavý osud
Kulhavý osud (1986–1989, Хромая судьба) je vědeckofantastický román ruských sovětských spisovatelů bratrů Strugackých. Jsou v něm vylíčeny osudy úspěšného prozaika a autora filmových a televizních scénářů Felixe Alexandroviče Sorokina, přičemž se tato linie vyprávění pravidelně střídá s románem v románu, s tzv. rukopisem v Modrých deskách, nevydaným nejlepším Sorokinovým dílem. Román je tak paralelou osudů dvou spisovatelů, Sorokina žijícího v současnosti, a Baneva, který je hrdinou Sorokinova vědeckofantastického románu.
Rukopis v Modrých deskách vznikl již roku 1967 pod názvem Ošklivá káčátka (Гадкие лебеди) a poprvé byl vydán roku 1972 ve Spolkové republice Německo. Roku 1982 vznikla Sorokinova linie vyprávění, která byla vydána až roku 1986. Roku 1987 se dočkala v Sovětském svazu vydání i Ošklivá káčátka pod názvem Čas deště (Время дождя). Teprve vydání z roku 1989 obsahuje kompletní román, tj. včetně Ošklivých káčátek.

## Obsah románu
Úspěšný scenárista Felix Alexandrovič Sorokin se celý život živí psaním nevýrazných scénářů k filmům a televizním seriálům s takzvanou „vojensko-vlasteneckou“ tematikou. Nyní se zamýšlí nad tím, proč jeho umělecký osud tak beznadějně zchroml. Na jedné straně je již znechucen bizarními praktikami kulturního života, který se proměnil v rozbujelý administrativní resort se vším všudy, ve kterém se byrokraté snaží o řízení uměleckých procesů a dokonce i o „absolutně objektivní měření“ kvalit uměleckého díla, na straně druhé mu však psaní na objednávku „vyšších míst“ poskytuje dobré hmotné zázemí.
Sorokin má podobně jako mnoho jiných autorů v šuplíku svého psacího stolu již léta rozepsaný román, tzv. rukopis v Modrých deskách, který považuje za své vrcholné dílo. Přijít s ním do nakladatelství si ovšem netroufá. Obsah rukopisu v Modrých deskách je uveden v článku Ošklivá káčátka.

## Česká vydání
- Kulhavý osud, Odeon, Praha 1989, přeložil Libor Dvořák.